# Association Sportive de Saint-Étienne 1965-1966
Questa voce raccoglie le informazioni riguardanti l'Association Sportive de Saint-Étienne nelle competizioni ufficiali della stagione 1965-1966.

## Maglie
Fonte:
| Manica sinistra · Manica sinistra · Maglietta · Maglietta · Manica destra · Manica destra · Pantaloncini · Calzettoni |

## Rosa
| N. |                    | Ruolo | Calciatore           |
| -- | ------------------ | ----- | -------------------- |
|    | Francia (bandiera) | P     | Pierre Bernard       |
|    | Francia (bandiera) | P     | Robert Philippe      |
|    | Francia (bandiera) | D     | Fernand Barek        |
|    | Francia (bandiera) | D     | Ginès Gonzales       |
|    | Francia (bandiera) | D     | Georges Polny        |
|    | Italia (bandiera)  | D     | Nello Sbaiz          |
|    | Francia (bandiera) | D     | Richard Tylinski     |
|    | Francia (bandiera) | D     | Francis Camerini     |
|    | Francia (bandiera) | C     | Jean-Baptiste Bordas |

| N. |                    | Ruolo | Calciatore         |
| -- | ------------------ | ----- | ------------------ |
|    | Francia (bandiera) | C     | Robert Herbin      |
|    | Francia (bandiera) | C     | Aimé Jacquet       |
|    | Francia (bandiera) | C     | Jean-Michel Larqué |
|    | Francia (bandiera) | C     | Roland Mitoraj     |
|    | Francia (bandiera) | A     | Hervé Revelli      |
|    | Algeria (bandiera) | A     | Rachid Mekhloufi   |
|    | Camerun (bandiera) | A     | Frédéric N'Doumbé  |
|    | Francia (bandiera) | A     | Robert Salen       |
|    | Francia (bandiera) | A     | Maryan Wisnieski   |

## Risultati

### Coppa di Francia
| Arbitro: | Carette |

|                             |           |               |
| Kaelbel 16’, 40’ Farías 46’ | Marcatori | 79’ Mekhloufi |